# Mémorial Hélène-et-Victor-Basch
Le mémorial Hélène-et-Victor-Basch est un mémorial dédié à Hélène et Victor Basch, exécutés par la milice française, le 10 janvier 1944 à Neyron, dans l'Ain, en France. Il fut érigé en 1945, à l'époque à l'emplacement précis de leur exécution. Il a été déplacé sur son emplacement actuel lors de la construction du viaduc.
Le mémorial se trouve aujourd'hui au lieu-dit Combe de Crépieux, au niveau du 11, chemin de Barry, sous le viaduc Hélène-et-Victor-Basch, localisé en partie à Neyron.
Le documentaire Milice, film noir, utilise des prises de vue du mémorial, dans l'introduction du passage consacré à Hélène et Victor Basch, durant lequel leur petite-fille Françoise Basch livre son témoignage.

## Présentation

### L'exécution d'Hélène et Victor Basch

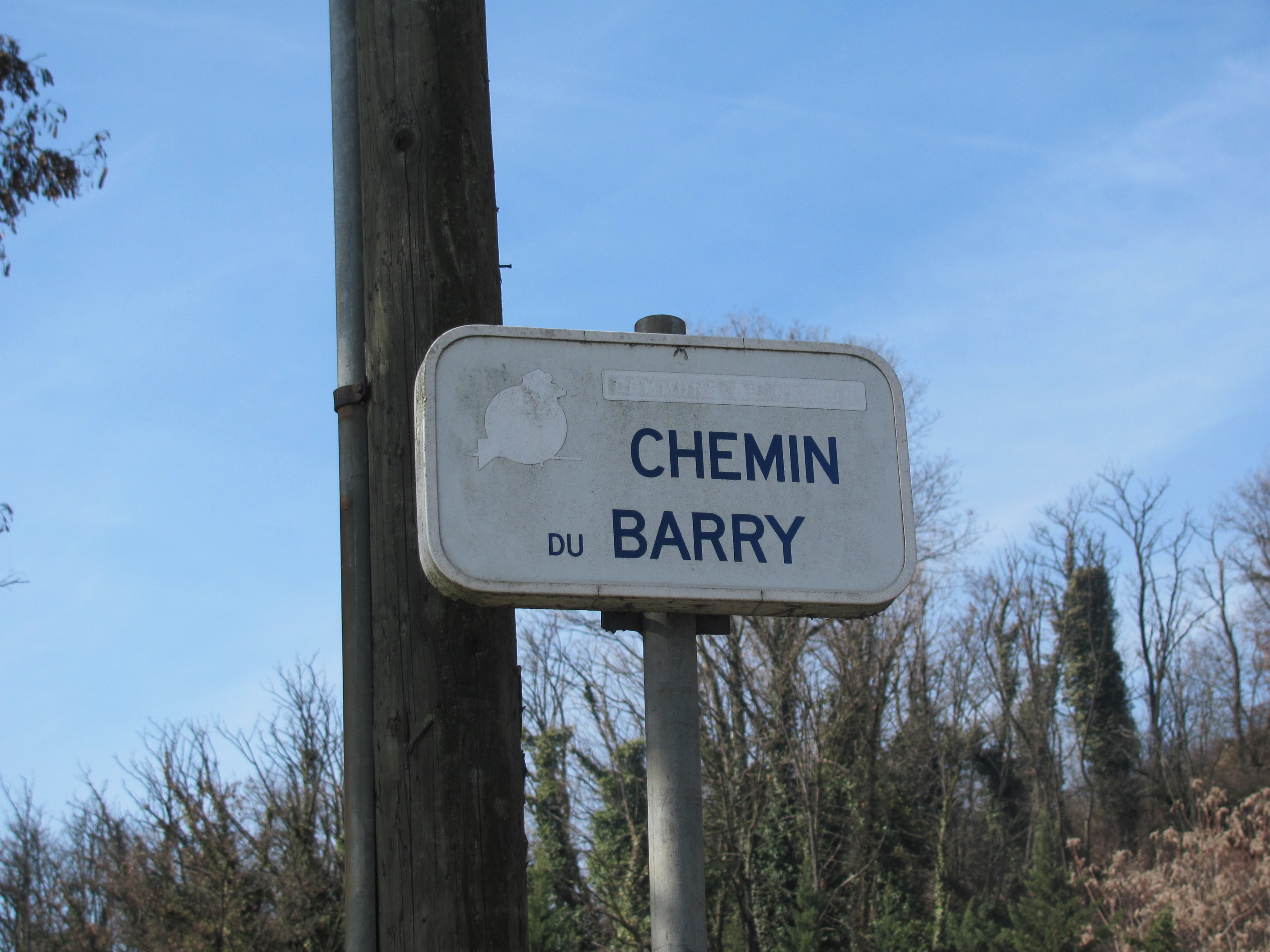
Le Chemin du Barry, face au lieu de l'assassinat.

Le 10 janvier 1944, accompagné de Joseph Lécussan de la milice et du Lieutenant Moritz de la Gestapo, Paul Touvier, chef de la milice lyonnaise, participe lui-même à l'arrestation de Victor Basch et de son épouse Hélène âgée également de 80 ans, qui refuse de le laisser. Lécussan racontera par la suite « Moritz jugea Victor Basch trop âgé pour pouvoir l'arrêter, et nous décidâmes de l'exécuter » ; Lécussan accompagnés d'autres miliciens et de Moritz conduira alors le couple à la Combe de Crépieux où Victor et Hélène Basch seront abattus de plusieurs coups de feu. Lécussan reconnaîtra avoir abattu lui-même Victor Basch ; Gonnet se chargeant d'assassiner Hélène Basch de deux balles de pistolet.
Victor et Hélène Basch sont inhumés à la nécropole nationale de la Doua, à Villeurbanne.

### Le mémorial
L'inscription du mémorial est la suivante :

« Ici, Victor Basch, professeur à La Sorbonne et président de la ligue des droits de l'Homme (1863-1944) et Hélène Fürt (1863-1944), sa compagne, furent sauvagement assassinés par la milice. N'oublions jamais les victimes de la haine raciale. »

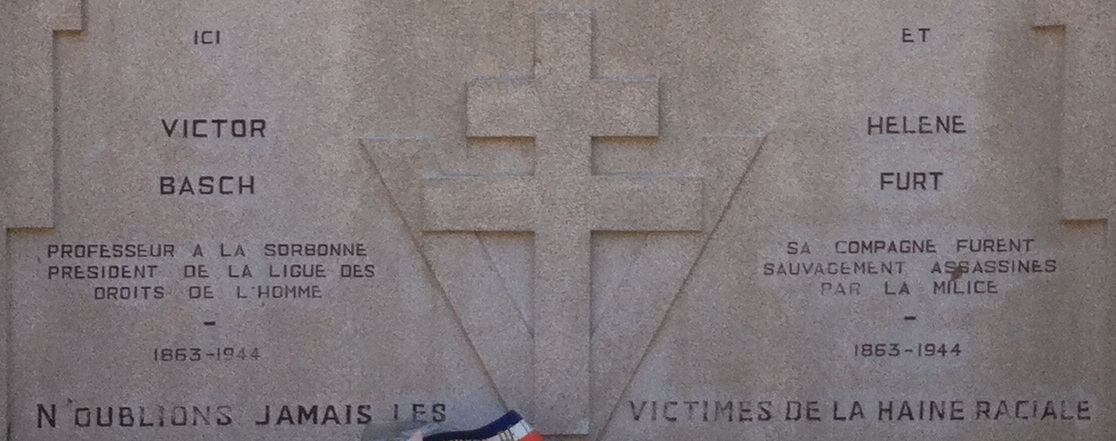
Gros plan sur les inscriptions du mémorial.

## Cérémonies

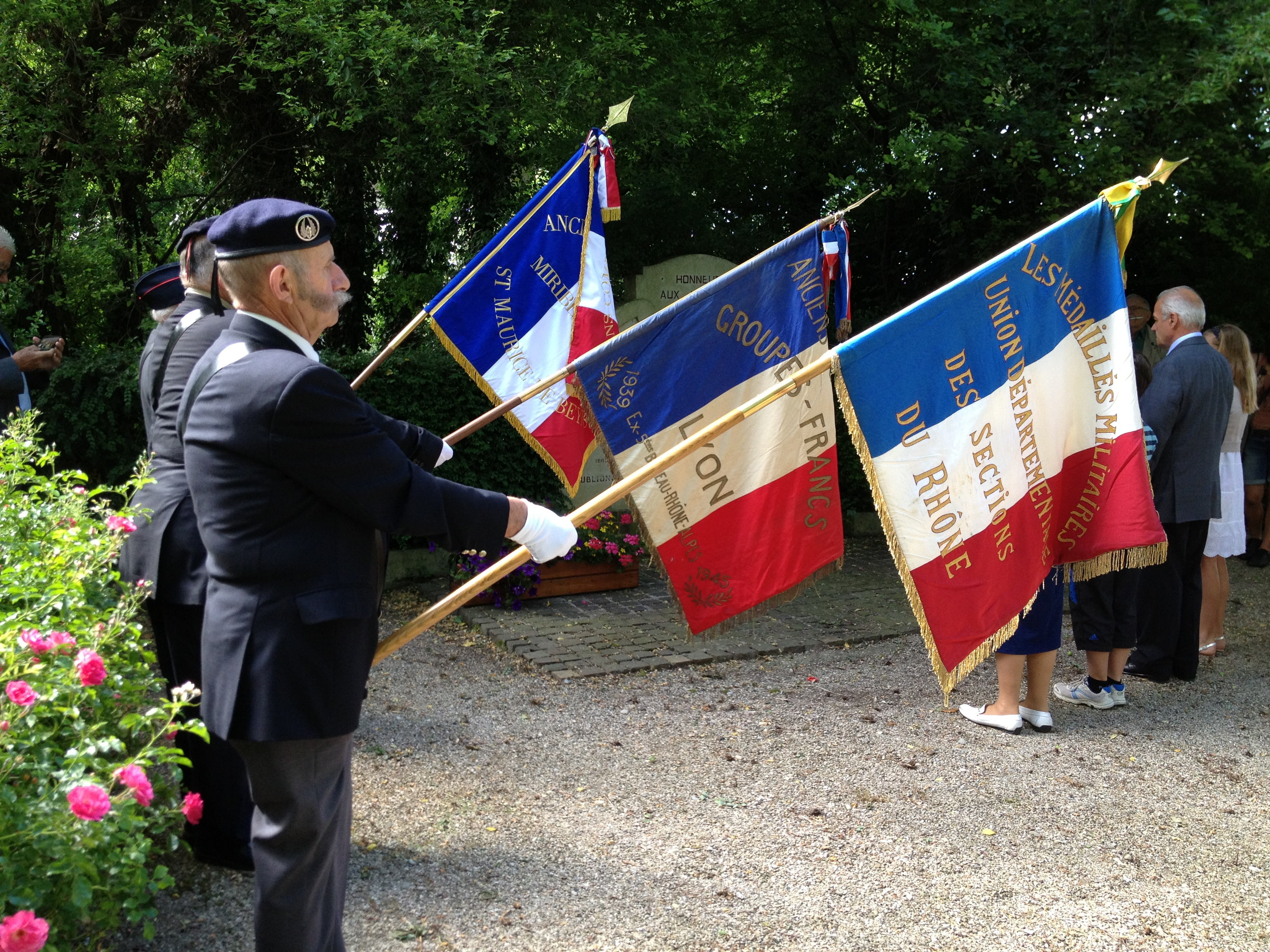
Cérémonie du Parcours de la mémoire au Mémorial Hélène-et-Victor-Basch, le 23 juin 2013.

En avril 1992, le secrétaire d'État des Anciens combattants Louis Mexandeau accompagné de la présidente de la Ligue des droits de l'homme Madeleine Rebérioux a participé à une cérémonie au mémorial, dans le cadre de la journée des déportés.
Le mémorial est l'un des lieux visités par le Parcours de la mémoire (ou Journée de la Résistance), en particulier en 2013,. Cette circonstance créée en 1967 par Robert Namiand et Robert Vallon, consiste en la visite de plus de quatre-vingt lieux de mémoire (essentiellement situés dans le département du Rhône) lors du dimanche le plus proche du 21 juin,, date de l'arrestation de Jean Moulin à Caluire-et-Cuire en 1943. En 2013, la visite du mémorial de Neyron se faisait au sein d'un circuit qui incluait également un arrêt à la stèle rendant hommage aux sept victimes de l'exécution du cimetière de Rillieux.